# Lett lövészek

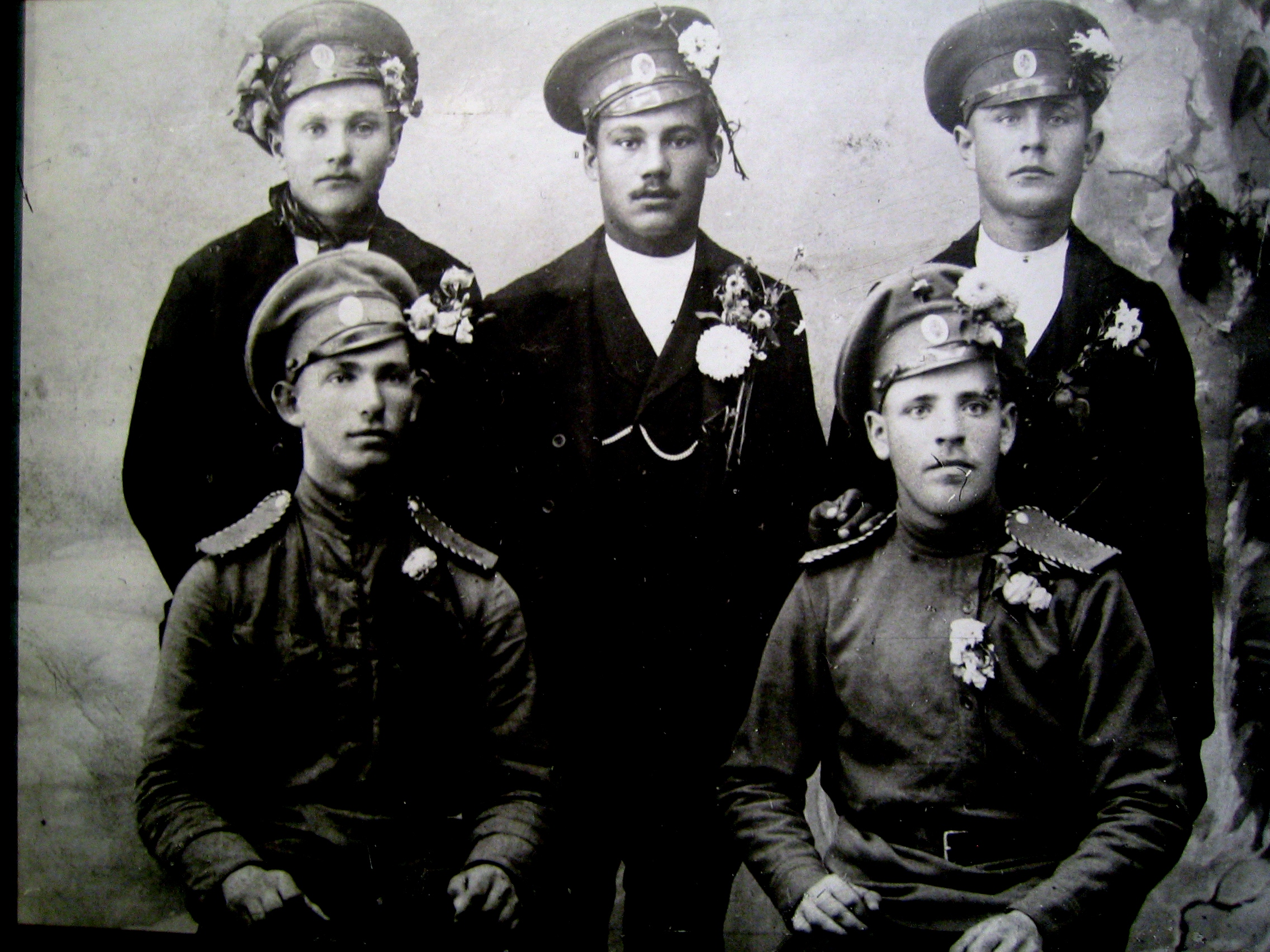
Lett lövész önkéntesek, 1915

A lett lövészek (lett nyelven: Latviešu strēlnieki) – a cári Orosz Birodalom hadseregének lett vezénylési nyelvű egységei voltak, amelyeket kezdetben főleg Kurland és Livónia kormányzóságok önkénteseiből töltöttek fel 1915–1916 folyamán, az első világháborúban, a német támadók elleni védekezésül.. 1916-tól sorozással töltötték fel az állományt. Az évek során összesen mintegy 40 ezer embert soroztak be a lett lövészek közé.
Az 1917-es októberi orosz forradalom után a lett lövészek többsége a bolsevikokat támogatta. 1918. április 13-án ezredeiket a lett lövész szovjet hadosztályba tömörítették, amely a Munkás-paraszt Vörös Hadsereg első reguláris hadosztályává vált. A lett lövészek a Vörös Hadsereg elit erejének számítottak: ezredeik és egyes különítményeik az oroszországi polgárháború több frontján is helytálltak.
A lett lövészezredek számos parancsnoka és egyszerű katonája is vezető pozícióra emelkedett  Vörös Hadseregben és a szovjet államhatalomban. Így Szovjet-Oroszország fegyveres erőinek első főparancsnoka Jukums Vācietis volt (e tisztséget 1918 szeptemberétől 1919 júliusáig töltötte be). A Gulag „prototípusának”, a Szoloveckij-szigeteken létrehozott munkatábornak az egyik első vezetője is egy egykori lett lövész, Teodors Eihmans volt.
A lett lövészek egy kisebb része a fehérek oldalán jelent meg a polgárháborúban, Egy ideig a Kolcsak admirális seregében volt egy kisebb lett lövész egység is, a Cseljabinszki terület Troick városában megalakult zászlóalj, valamint a francia katonai misszió irányítása alatt Vlagyivosztokban alakult meg az Imanta ezred. Ezek az egységek gyakorlatilag nem vettek részt ellenségeskedésben, főként őrszolgálatot teljesítettek.
A két világháború között a leghíresebb szovjet-lett vezetők legtöbbje a lett lövészek közül került ki. Kevés kivétellel a sztálini nagy tisztogatás áldozatai lettek. 

## Történetük

### Megalakulás

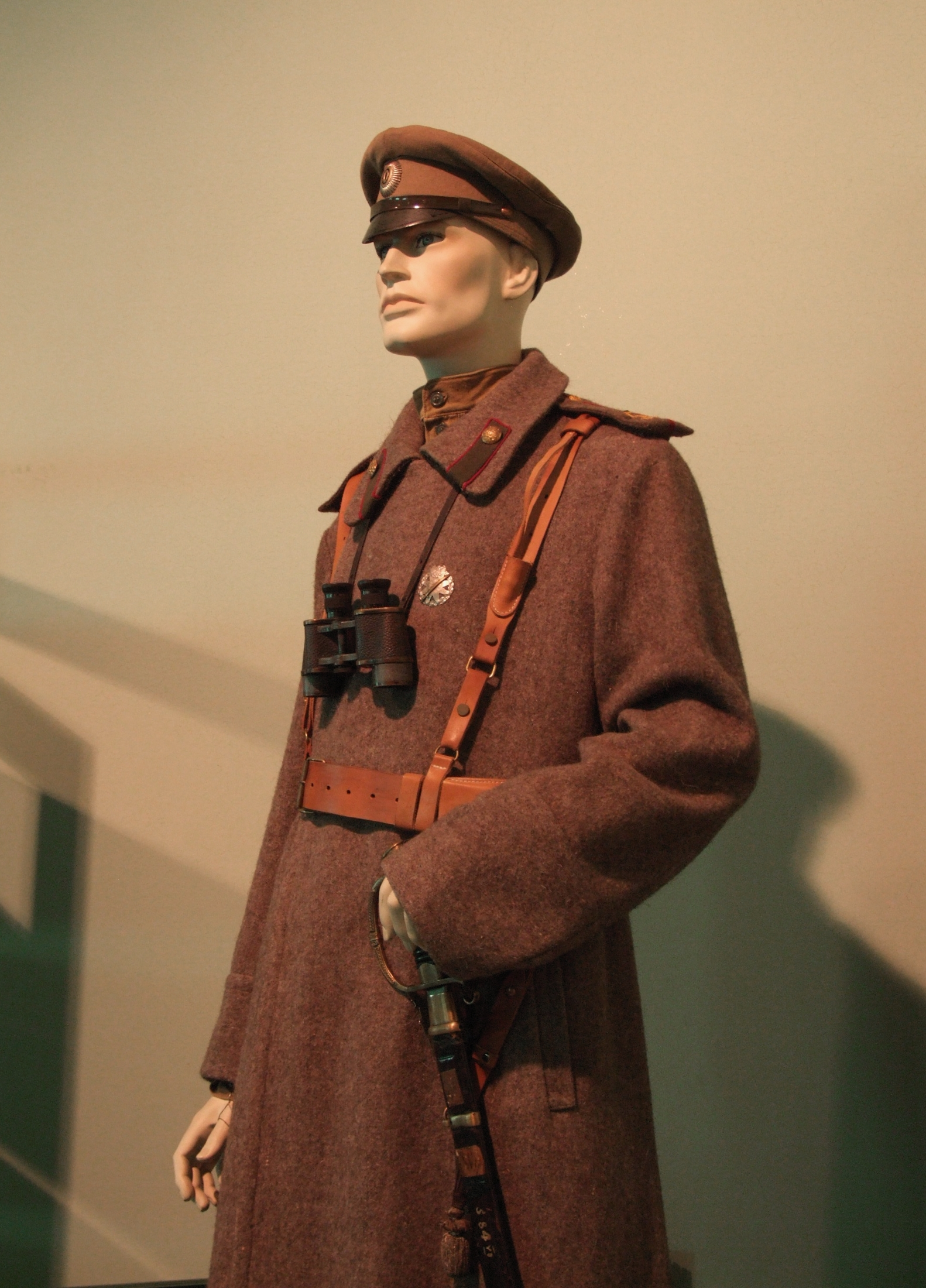
A lett lövészek egyenruhája

1915 áprilisában, a német hadsereg közeledtével néhány prominens lett személyiség, köztük  Jānis Goldmanis, a cári Állami Duma képviselője petícióban kérte II. Miklós orosz cártól lett nemzetiségű zászlóaljak felállítását, hazafiságukra és helyismeretükre hivatkozva. A lett nemzetiségi hangulat ugyanis az oroszosítási törekvések ellenére erősen németellenes volt. Jelgava mellett már két lett területvédelmi zászlóalj harcolt is a németek ellen.
A német előretörés folytatódása nyomán az orosz vezérkar a cár jóváhagyásával 1915 július 19-én elrendelte a lett lövészegységek felállítását. Ugyanezen a napon az orosz törvényhozás lett képviselői, Jānis Goldmanis és Jānis Zālītis hazafias felhívást tettek közzé „Gyülekezzünk lett zászlók alatt” (Pulcējaties zem latviešu karogiem!) címmel. Eredetileg két zászlóalj felállítását tervezték, de már augusztusban három alakult meg. 
Az első lett önkéntesek elindulása Rigából a kiképzésre nagy nemzeti tüntetéssé változott, a tömeg ünnepelte az első lett vezénylési nyelvű katonai egységek létrehozását. Az önkéntesek eleinte főleg menekültek voltak Kurlandból, illetve a német előretörés miatt Rigából Oroszország belsejébe evakuált gyárak munkásai. Később az orosz hadsereg más egységeiben szolgáló lettek is csatlakozhattak ezekhez az egységekhez.

### Az első világháborúban

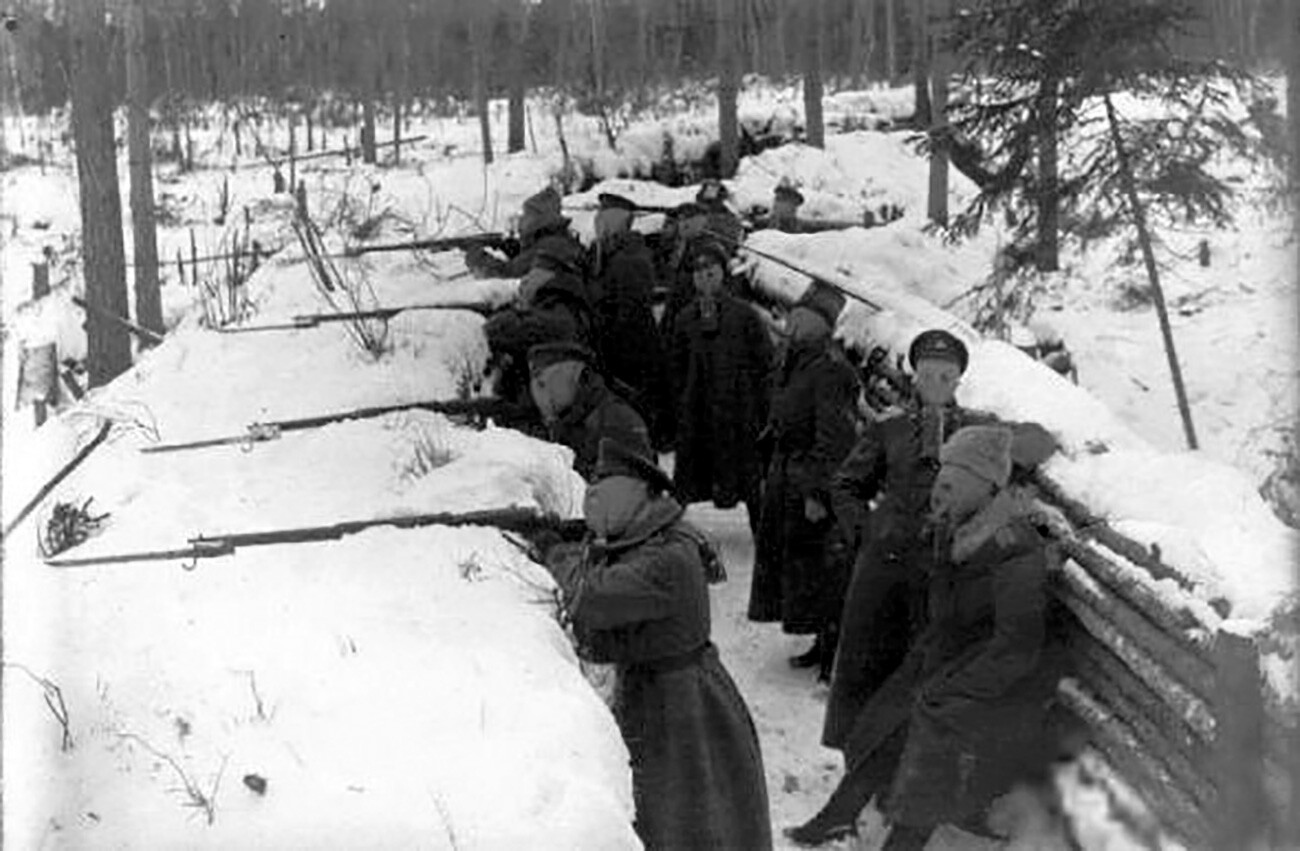
Lett lövészek 1916 decemberében az első világháború kövészárkaiban

1915 és 1917 között a lett lövészek a Daugava folyó mentén harcoltak a németekkel. 1916-ban, a sorozások kezdete után a lett zászlóaljakat ezredekbe szervezték. Végül összesen 8 harci és egy tartalékos ezredet alakítottak ki.
1916 decemberében, 1917 januárjában a lett lövészek súlyos veszteségeket szenvedtek az egy hónapig tartó úgynevezett karácsonyi csata során. A karácsonykor indított orosz támadás fő célja Verdun tehermentesítése volt a nyugati fronton. A támadók, élükön a lett lövészekkel kemény harcok árán áttörték a német vonalakat, de aztán az orosz hadsereg nem tudta kihasználni az eredményeiket. A támadás és a januári német ellentámadás nyomán az orosz hadsereg összesen 19–23 ezer főt, köztük 8,7 ezer lett katonát, a lett lövészek akkori létszámának egyharmadát vesztette el (halottak, sebesültek, eltűntek együtt).. Az elesettek számára külön temetőt (Testvérek temetője) hoztak létre Rigában.
A kudarc és a veszteségek erős ellenérzéseket váltottak ki a lett katonákban az orosz parancsnokok ellen. Ez növelte a békét propagáló bolsevikok befolyását soraikban.

### A februári forradalom után
Az 1917-es februári orosz forradalom után a lett lövészek egységeiben megalakultak a Lett Szociáldemokrata Munkáspárt (1919 márciusától a párt neve Lettország Kommunista Pártja) első sejtjei, majd létrejött a lett lövészek egységes pártszervezete is.
Az orosz hadsereg egységeiben Lettországnak a németek által meg nem szállt területein katonatanácsok (szovjetek) jöttek létre. Ezekben általában a mensevikek és az eszerek tagjai voltak többségben és az ideiglenes kormány mellett álltak.
1917 áprilisában Rigában a lett lövészek katonatanácsainak kongresszusán végrehajtó bizottságot választottak, amelynek első elnöke Voldemārs Ozols százados lett. 1917 áprilisától lett nyelvű újságot is kiadtak Szabad lövészek címmel.. A lett lövészek általában a bolsevikokat támogatták.

## Az októberi forradalom után

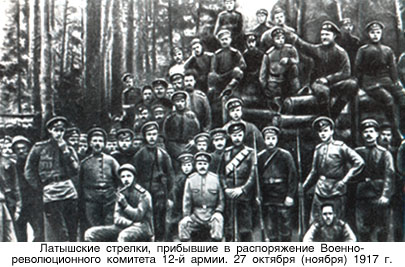
A 12. hadsereg forradalmi bizottsága felhívására megmozduló lett lövészek 1917 októberében

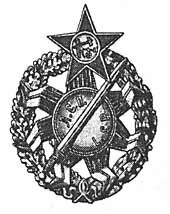
A vörös lett lövészek jelvénye

Az 1917-es októberi orosz forradalom másnapján, november 8-án a 12. hadsereg körzetének Katonai Forradalmi Bizottsága vette át a hatalmat a németekkel szemben álló arcvonalban. Felhívást intéztek a hadsereghez, amelyben beszámoltak a petrográdi felkelésről, és a forradalmi proletariátus támogatására szólítottak fel. Parancsukra október 27-én (november 9-én) a lett lövészek 1. Uszt-Dvina és a 3. Kurzeme ezrede elhagyta a fronton elfoglalt állásait, és Cēsis városába vonult, ahol elfoglalták a vasútállomást és más objektumokat. Tartu városában a lett tartalékezred katonái a helyi pályaudvar felett is átvették az irányítást. A következő napokban hasonlóan léptek fel a többi lett ezred katonái is, és így blokkolva a balti államok stratégiailag fontos vasútállomásait, megakadályozták az Ideiglenes Kormányhoz hű csapatok Petrográdba irányítását. A lett lövészek sok tisztje ekkoriban elhagyta az ezredeket.
November 25-én (december 8.) a petrográdi népbiztosok tanácsa hívására a városba vonult a 6. (tukumsi) lett lövészezred (2,5 ezer katona), majd a helyőrséggel és a Vörös Gárda egységeivel megkezdték a „forradalmi rend” fenntartását a városban. Lefegyverezték, likvidálták az anarchistákat, dezertőröket és a rablóbandákat..
Lenin javaslatára a lett lövészekre bízták a bolsevik kormány székhelyének, a Szmolnijnak, benne Lenin irodájának az őrzését. November 26-án (december 9-én) válogatott lövészszázadot állítottak fel erre a célra, tagjainak 80%-a bolsevik volt. A század katonái az őrszolgálat mellett részt vettek a bolsevikokkal szemben álló politikai személyiségek letartóztatásában, az ellenzéki lapok bezárásában, a magánbankok kisajátításában és más intézkedésekben. 1918 márciusában a lett lövészek kísérték a szovjet kormány vonatát, amikor az Petrográdból Moszkvába költözött. Ők adták aztán a Kreml őrségének gerincét. Tevékenységük nem korlátozódott az őrszolgálatra, részt vettek például a spekulánsok elleni razziákban is a moszkvai piacokon.

1918 júniusában a katonai komisszárok 1. összoroszországi kongresszusán a lett lövészhadosztály komisszárja kijelentette: 

„Szovjet zsandároknak neveznek minket – ám tegyék! Nem szolgálunk semmiféle különérdeket. Erőinket a szovjethatalom, az Internacionálé védelmére fordítjuk...”

1918 júliusában a lett lövészek kulcsszerepet játszottak a baloldali eszerek moszkvai felkelésének leverésében.
1918 végéig a lett lövészeket kisebb elitegységekként különböző frontokon vetették be.
1918 végén a németek első világháborús veresége és csapataik visszavonulása nyomán Szovjet-Oroszország elismerte a Lett Szocialista Szovjetköztársaság függetlenségét és a lett lövészek visszatértek hazájukba az új kormány támogatására. Létrehozták a Lett Szovjetköztársaság hadseregét (Padomju Latvijas armija), és 1919 januárjára elfoglalták az ország túlnyomó részét, kivéve Liepāja városát és környékét. Január 13—15-én Rigában megrendezték az Egyesült Lettország munkásai, földnélküli szegényparasztjai valamint a lett lövészek által alapított tanácsok (szovjetek) első kongresszusát. Az ülésen részt vett Szverdlov, Szovjet-Oroszország kormányának, az Összoroszországi Központi Végrehajtó Bizottságnakaz elnöke, és beszédében kiemelte:

„A világon egyetlen országhoz sem fűznek minket szorosabb kapcsolatok, mint a Vörös Lettországhoz... Senkivel sem szorosabbak a kapcsolataink, mint a lett lövészekkel.”

1919 februárjában az egykori Kurföldi és Zemgalei hercegség területén az antant támogatásával és Rüdiger von der Goltz gróf, német tábornok vezetése alatt erős katonai csoportosulás jött létre a német 6. tartalék hadtest, (benne a német önkéntesekből létrejött Vashadosztály, amelynek jelszava az volt: „És mégis!”), Anatolij Pavlovics Liven herceg orosz csapatai, valamint a baltikumi Freikorps részvételével. Északról észt nacionalisták támogatták őket. 1919 május 22-re egész Lettország területét elfoglalták, a bolsevikok visszavonultak.. A visszavonulás során a lett lövészek egy része Lettországban maradt és belépett a lett nemzeti hadseregbe, a többiek Szovjet-Oroszországban újra csatlakoztak a Vörös Hadsereghez. Augusztusban a 2. lett lövészezred részt vett az észtek által elfoglalt Pszkov visszafoglalásában, majd a lengyelek elleni elkeseredett harcokban Belarusz területén. A továbbiakban a vörös lett lövészek az oroszországi polgárháború különböző frontjain harcoltak Gyenyikin, Jugyenyics és
Vrangel csapatai ellen.

## Leszerelés
A független Lettország és Szovjet-Oroszország 1920. november 28-án Rigában békeszerződést kötött. Ennek értelmében a lett lövészcsapatokat is leszerelték. A lett lövészek egységeiben ekkor 17,3 ezer katona szolgált, közülük már csak 48% volt lett nemzetiségű. A lett lövészek nagy része hazatért Lettországba, mások a Vörös Hadsereg, a belbiztonsági erők vagy a Cseka más egységeibe léptek be, illetve leszereltek és orosz földön maradtak.), 
Az oroszországi polgárháború során összesen 140 lett lövész kapta meg a Vörös Zászló érdemrendet és a bolsevik haderő számos vezető tisztje került ki közülük, mint Jukums Vācietis, a Vörös Hadsereg első főparancsnoka.
Lettországba legalább 11,4 ezer volt vörös lett lövész tért haza, köztük a Vörös Hadsereg néhány korábbi magas rangú vezetője. Számosan közülük a lett hadsereg tisztjei, tábornokai lettek.
A fehér lett lövészek, a troicki zászlóalj és az Imanta ezred, Vlagyivosztokból tértek haza hajókkal a polgárháború végén, 1920 júniusáig bezárólag.. Augusztus 1-én szereltek le, illetve egy részük bevonult a független Lettország hadseregébe.
1923-ban Lettországban megalakították az egykori lett lövészek társaságát. 1938-ban a társaság létszáma elérte a 3170 főt, fiókjai Lettország egész területén működtek..
Az 1930-as években a Szovjetunióban is volt szervezete az egykori lett lövészeknek, 1936-ban több mint ezer taggal. A sztálini nagy tisztogatás idején a szervezetet feloszlatták, tagjainak nagy részét meghurcolták, kivégezték, mint Vacetiszt, a Vörös Hadsereg első főparancsnokát is.
A második világháború alatt a lett lövészezredek egykori katonái közül többen részt vettek a náci Németország oldalán a Szovjetunió ellen harcoló önkéntes alakulatokban..

## Szociális és etnikai összetétel
A 19. század végén Riga, Lettország későbbi fővárosa az Orosz Birodalom egyik legiparosodottabb városa volt. 1904-ben alakult meg a Lett Szociáldemokrata Munkáspárt, amely 1905-ban sajátjaként fogadta el az Oroszországi Szociáldemokrata Munkáspárt programját. Az 1905-ös orosz forradalom idején a lett munkások jelentős arányban szolidárisak voltak a bolsevikokkal.
Az 1915-ös mozgósítási kampány és az önkéntesek nagyszámú beáramlása a lövészzászlóaljakba stabil társadalmi összetételt biztosított a lett lövészek számukra, ami az első világháború alatt gyakorlatilag változatlan maradt. Nyolc lett lövészzászlóalj (amelyeket 1916-ban ezredekbe csoportosítottak át) feldolgozott archív adatai lehetővé teszik a lett lövészek társadalmi összetételének feltárását. 1916 elejére a 4. Vidzeme lett lövészzászlóaljnak 1326 lövészéből, 42,2% munkás és iparos, 38,2% paraszt volt. A többi lett lövészzászlóalj társadalmi összetétele megközelítőleg azonos volt. Etnikai összetételüket tekintve a lövészek 90%-a lett volt. Emellett észtek, litvánok, oroszok és más nemzetiségek képviselői is kerültek önkéntesként vagy mozgósítva ezekbe a zászlóaljakba. Szinte minden lövész tudott írni és olvasni, az írástudatlanok száma nem haladta meg a 2%-ot.

## Fegyverzetük
Az első lett lövészegységeket 1915 őszén az orosz hadseregben rendszeresített Moszin–Nagant ismétlőpuskával szerelték fel. 1916 januárjában az Egyesült Államkban orosz töltényekhez gyártott Winchester M1895 puskával fegyverezték át őket. 1916 szeptemberében fegyverzetüket lecserélték a japán Arisaka 38-as típusra, csakúgy, mint az egész orosz északi fronton..

## Emlékezetük
A lett lövészeknek számos emlékművet állítottak a Szovjetunióban. Történetüket sok szovjet és lett – a rendszerváltás utáni is – művészeti alkotás dolgozta fel. Riga egyik központi tere a Lett lövészek tere, (1990-ig Vörös lett lövészek tere) ahol monumentális emlékművük áll. (Az emlékmű fényképe nem szabad, de itt megtekinthető.)

## Fordítás
- Ez a szócikk részben vagy egészben  a   Latvian Riflemen című angol Wikipédia-szócikk ezen változatának fordításán alapul.  Az eredeti cikk szerkesztőit annak laptörténete sorolja fel. Ez a jelzés csupán a megfogalmazás eredetét és a szerzői jogokat jelzi, nem szolgál a cikkben szereplő információk forrásmegjelöléseként.
- Ez a szócikk részben vagy egészben  a(z)   Латышские стрелки című orosz Wikipédia-szócikk ezen változatának fordításán alapul.  Az eredeti cikk szerkesztőit annak laptörténete sorolja fel. Ez a jelzés csupán a megfogalmazás eredetét és a szerzői jogokat jelzi, nem szolgál a cikkben szereplő információk forrásmegjelöléseként.